# Raionul Kompaniivka, Kirovohrad
Kompaniivka (în ucraineană Компаніївський район, transliterat: Kompaniivskîi raion) este un raion în regiunea Kirovohrad, Ucraina. Reședința sa este așezarea de tip urban Kompaniivka.

## Demografie
Componența lingvistică a raionului Kompaniivka
     Ucraineană (95,45%)
     Rusă (2,53%)
     Alte limbi (1,28%)
Conform recensământului din 2001, majoritatea populației raionului Kompaniivka era vorbitoare de ucraineană (95,45%), existând în minoritate și vorbitori de rusă (2,53%).